# 李炳輝 (黃花崗)
李炳輝（1890年—1911年），又名祖奎，出生于肇庆府封川县修泰乡平岗村（今广东省肇庆市封开县平凤镇平岗村），黃花崗七十二烈士之一。
1907年9月，李炳輝南來當時還是英國殖民地的馬來亞，旅居霹靂州。早年入教會所設學校英華學院學習英文，1908年1月由該校保送馬六甲禮遜學校肄業，分發新加坡英國長老會教堂從事傳教，當地人都稱他為路得士。由於他的知名度，羅仲霍親到新加坡英國長老會教堂邀請他加入同盟會。
加入同盟會後，李炳輝積極推廣革命和影響華僑支持孫中山的革命事業。來自霹靂州的余東雄和郭繼枚慕名而來，三人結為異姓兄弟，誓要驅除韃虜。當時李炳輝只有19歲，郭繼枚18歲，余東雄17歲。
1911年，李炳輝年僅20歲，他決意參加廣州起義，途經香港時接到母親勸他不要去冒險的信件，但他卻寫下絕筆詩。起義時，他隨黃興進攻兩廣總督衙門署，至高第街戰死。

## 纪念
位于中国广东省肇庆市封川县平凤镇平岗村的李炳辉烈士祠、烈士故居现为肇庆市文物保护单位。

## 外部連結
- 黄花冈起义急先锋李炳辉传记[永久]